# ジャティネガラ駅
ジャティネガラ駅（ジャティネガラえき、インドネシア語：Stasiun Jatinegara）はインドネシアのジャカルタ首都特別州東ジャカルタ市マトラマン区にある、インドネシア国鉄とKAIコミューターの駅。路線上はラジャワリ–チカンペック線上の駅であり、スラバヤ・バンドン等へ向かう中長距離列車のほか、通勤電車であるKRLコミューターラインのチカラン環状線が当駅に停車する。

## 概要
1909年10月15日に開業、1925年には電化され、電車や電気機関車牽引の客車が乗り入れるようになった。駅舎は橙色の瓦と白壁のコントラストが美しいオランダ風の建物である。熱帯の気候に対応して風通しの良い構造になっている。
2020年、マンガライ駅 - ジャティネガラ駅 - ブカシ駅間18.7kmの複々線化工事の一環で最新の設備を備えた橋上駅舎が建設された。旧駅舎は保存されている。
通勤列車は平面交差を避けて系統が分離されているが、中長距離列車のうちパサール・スネン駅、ジャカルタコタ駅、タンジュンプリオク駅を発着する列車は当駅で転線が必要となるため、運行上のネックとなっている。

## 駅構造

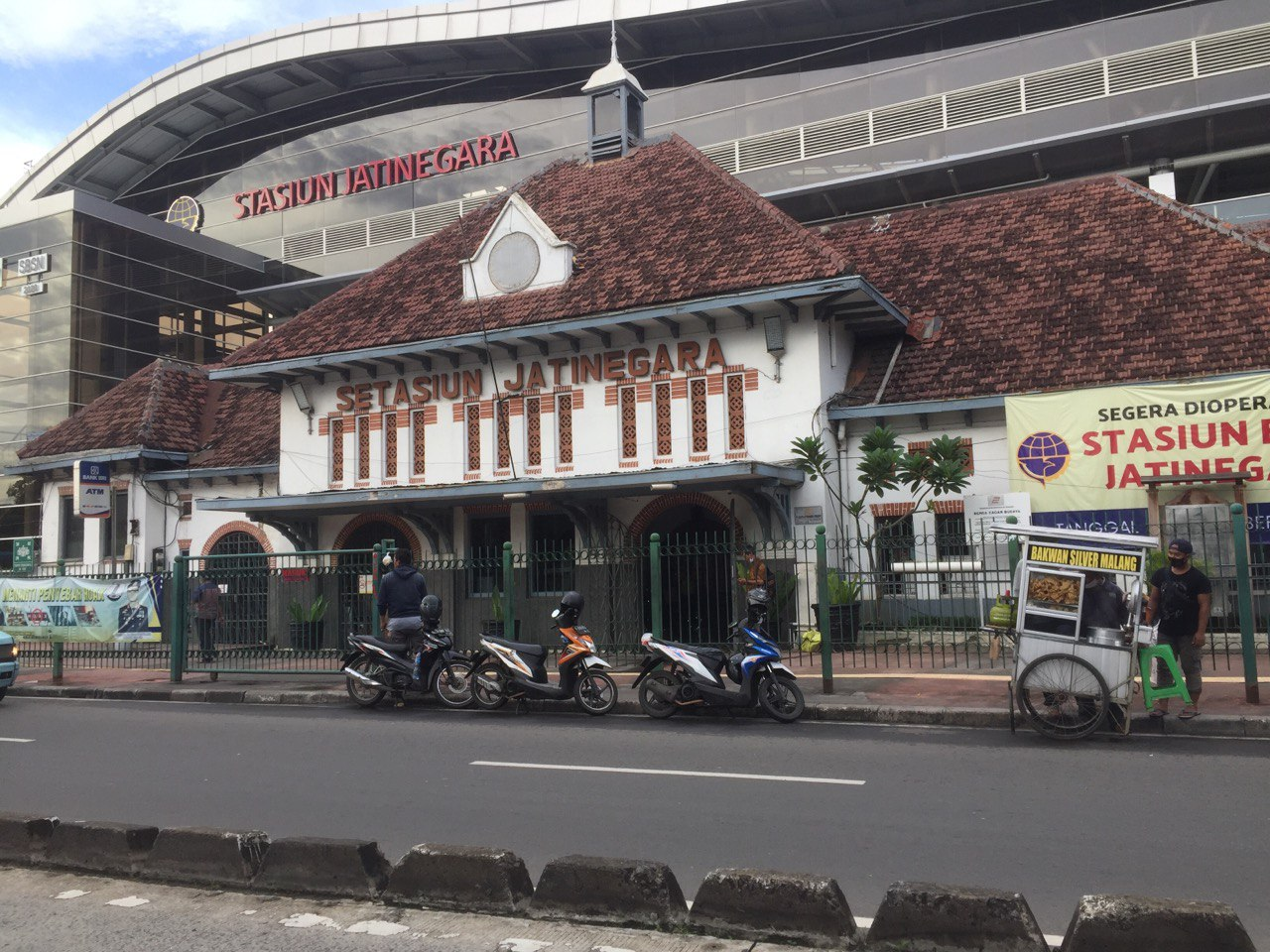
1909年築の旧駅舎

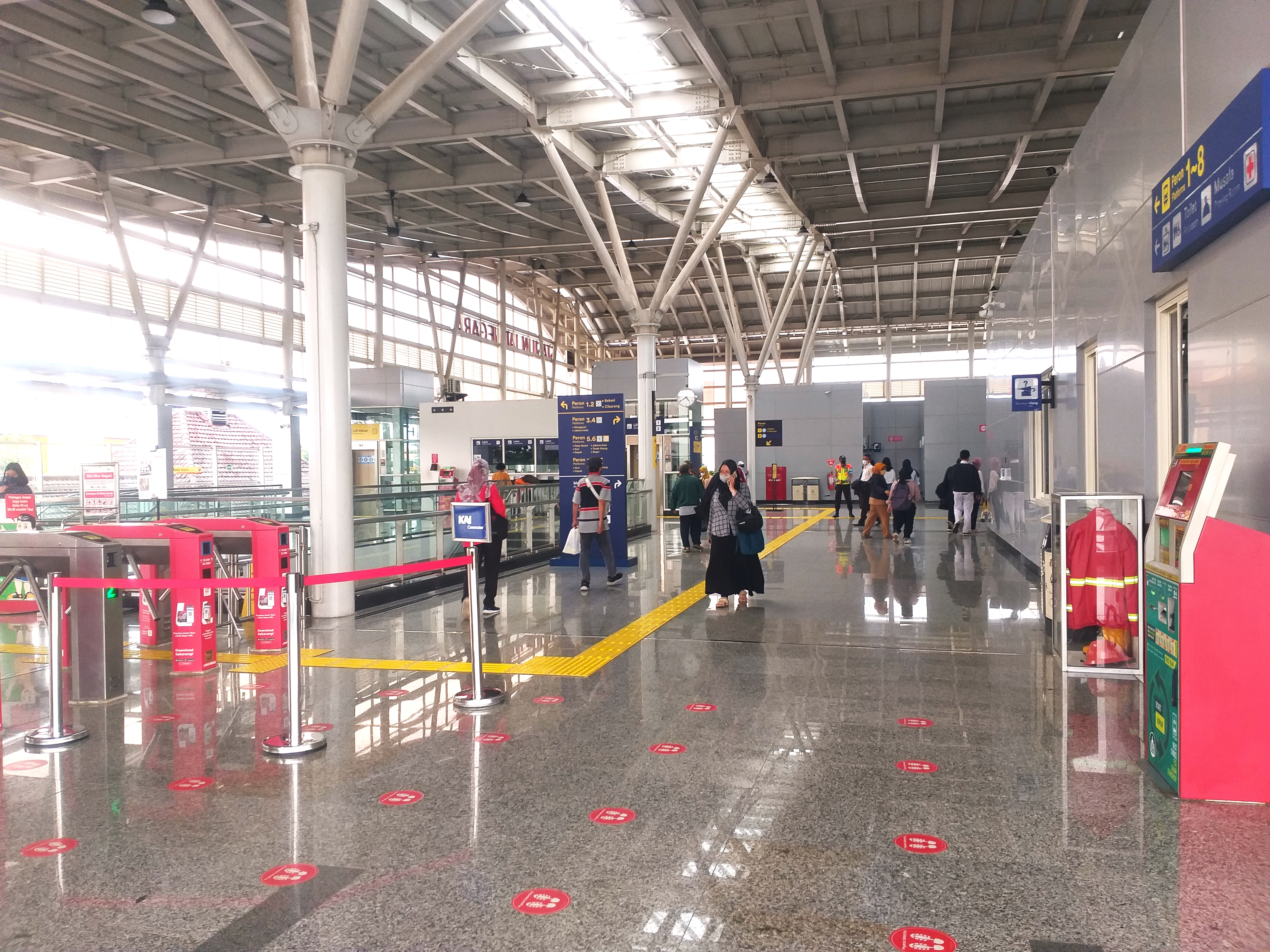
2020年築の橋上駅舎 内部

4面7線の地上駅で、橋上駅舎を有する。

## 駅周辺
- パサール ラワベニング（Pasar Rawa Bening） - 宝石屋

## 隣の駅
インドネシア国鉄

都市間鉄道

KRLコミューターライン

 チカラン環状線
　マトラマン駅 - ジャティネガラ駅 - クレンデル駅

ポンドック・ジャティ駅- ジャティネガラ駅 - クレンデル駅